# Ведран Ћорлука
Ведран Ћорлука (Дервента, 5. фебруара 1986), бивши хрватски фудбалер и репрезентативац који је играо на позицији штопера. Тренутно је помоћник селектору фудбалске репрезентације Хрватске, Златку Далићу.
Као осмогодишњак почео је тренирати фудбал у омладинској школи загребачког Динама. Играо је у свим узрасним категоријама пре него што је заиграо у првом тиму. Динамо га је у сезони 2004/05. позајмио Интеру из Запрешића, а након тога постаје и члан хрватске младе репрезентације (U-21). Убрзо после тога селектор Славен Билић га је позвао у А-селекцију.
Дана 1. августа 2007. потписао је уговор вредан 13.000.000 евра са Манчестер ситијем.